# Boetele
Boetele is een buurtschap in de gemeente Raalte in de Nederlandse provincie Overijssel. De buurtschap ligt in het oosten van de gemeente, ten zuidwesten van Mariënheem.
Boetele wordt in 1840 genoemd als Boetelo. Het behoorde toen onder de marke Raalterwold. De buurtschap bevatte toen 34 huizen met 213 inwoners.
Bij de buurtschap ligt het Natura 2000-gebied Boetelerveld, met een grootte van 170 hectare.
Hoofdplaats: Raalte      Dorpen: Broekland · Heeten · Heino · Laag Zuthem · Lierderholthuis · Luttenberg · Mariënheem · Nieuw Heeten

Buurtschappen: Boetele · De Hooge Wegen · Schoonheten

Overijssel · Steden en dorpen in Overijssel      Nederland · Provincies · Gemeenten